# Charles Montagu Doughty
Charles Montagu Doughty (Theberton Hall, Saxmundham, Suffolk, 19 agosto 1843 – Sissinghurst, 20 gennaio 1926) è stato un poeta, scrittore e viaggiatore inglese.
Studiò in una scuola privata e in una scuola della Marina di Sua Maestà britannica a Portsmouth. Doughty si diplomò nel Gonville and Caius College di Cambridge nel 1864.

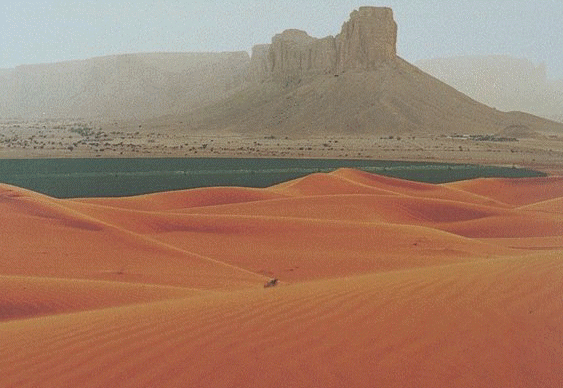
Il tipico deserto arabo, traversato e descritto dal grande viaggiatore inglese

È più noto per il suo libro di viaggio edito nel 1888 dal titolo Travels in Arabia Deserta: un'opera in due volumi che sebbene avesse avuto scarsa risonanza all'epoca della sua uscita, divenne in seguito una pietra miliare della narrativa di viaggio, sia per il suo contenuto, sia per il suo stile (non di rado asciutto e senza fronzoli). T. E. Lawrence scoprì il libro qualche tempo dopo e volle a tutti i costi che fosse nuovamente pubblicato negli anni venti del XX secolo, redigendo un'introduzione in cui non mancò di esaltare i meriti del suo illustre predecessore lungo le piste desertiche della Penisola arabica. Da allora non si contano quasi le ristampe, presto destinate all'esaurimento grazie al costante successo presso il pubblico anglosassone, da sempre ammiratore della coraggiosa opera pionieristica dei viaggiatori e degli esploratori dell'Asia e dell'Africa.
Il libro riguarda le difficili giornate trascorse da Doughty in Arabia, i continui pericoli da lui corsi a causa della presenza quasi sempre intollerante e spesso violenta dei wahhabiti prima della conquista del potere da parte della famiglia saudita, a malapena bilanciata dallo spiccato senso di ospitalità e di coraggiosa generosità di alcuni beduini e di alcuni personaggi, la cui personalità Doughty non manca di descrivere vividamente al lettore.
Fervente cristiano, non si piegò mai alle continue pressioni degli arabi in cui s'imbatteva affinché si convertisse all'Islam e, oltre al suo eloquente revolver tenuto indosso come ultima ratio per un'eventuale estrema autodifesa, a salvargli spesso la vita furono le sue conoscenze di medicina, molte volte in grado di risolvere malattie altrimenti mortali per gli sfortunati pazienti arabi che potevano contare soltanto sulla rozza e inadeguata medicina tradizionale.

## Opere
- Travels in Arabia Deserta (1888)
- The Dawn in Britain  (1906)
- Adam Cast Forth (1908)
- The Cliffs (1909)
- The Clouds (1912)
- The Titans (1916)
- Mansoul or The Riddle of the World (1920)